# Paul Hornung
Paul Vernon Hornung (* 23. Dezember 1935 in Louisville, Kentucky; † 13. November 2020 ebenda), Nickname: The Golden Boy, war ein US-amerikanischer American-Football-Spieler. Er spielte auf der Position des Runningbacks für die Green Bay Packers in der National Football League (NFL).

## Spielerlaufbahn

### Collegespieler
Hornung erhielt 1954 ein Studium an der University of Notre Dame in South Bend, Indiana. Neben Baseball und Basketball spielte er auf verschiedenen Positionen bei den Notre Dame Fighting Irish. So war er unter anderem als Runningback und Quarterback aktiv, kam aber auch in der Abwehr zum Einsatz. 1956 führte er die Statistiken seiner Mannschaft auf verschiedenen Positionen an, so war er unter anderem der beste Runningback und der beste Quarterback seiner Mannschaft. Der Allrounder geriet nach seinem Wirtschaftsabschluss schnell in das Visier der NFL Scouts.

### Profispieler
Hornung wurde 1957 im NFL Draft von den Green Bay Packers in der ersten Runde an erster Stelle gezogen. 1959 hatte Vince Lombardi das Amt eines Head Coachs in Green Bay übernommen. Die Packers entwickelten sich zu einem dominierenden Footballteam. Von 1961 bis zu Hornungs Karriereende 1966 gewannen die Packers viermal die NFL-Meisterschaft, 1961 mit einer herausragenden Leistung von Hornung gegen die New York Giants mit 37:0, 1962 gegen die gleiche Mannschaft mit 16:7, 1965 gegen die Cleveland Browns mit 23:12 und ein Jahr später gegen die Dallas Cowboys mit 34:27. Bei dem Sieg gegen die Browns konnte er einen Touchdown erzielen. Der Sieg im letztgenannten Spiel bedeutete zudem den Einzug in das AFL-NFL Championship Game, der später in Super Bowl I umbenannt wurde. Bei diesem Super Bowl kam Hornung aufgrund einer Verletzung jedoch nicht zum Einsatz, die Packers gewannen trotzdem mit 35:10 gegen die Kansas City Chiefs.
Hornung selbst wurde zu einem der besten Allroundspieler in der NFL, kam aber überwiegend als Runningback zum Einsatz. Insgesamt konnte er in 102 Spielen während der regular Season 67 Touchdowns durch Pässe, Passfänge und Laufspiel erzielen, wobei er aufgrund seines kraftvollen Laufstils immer dann eingesetzt wurde, wenn eine kurze Strecke zu überwinden war um die eigene Offense gegen eine massive Abwehrreihe im Spiel zu halten. Zusammen mit seinem Spielpartner, dem Runningback Jim Taylor bildete er ein explosives Spielerduo. Beide erhielten den Nicknamen: „Thunder & Lightning“. 1966 musste Hornung aufgrund von Verletzungen seine Karriere beenden. Bei den New Orleans Saints, die Hornung nach deren Gründung in einem Erweiterungsdraft zogen, trat er nie an.
Hornung hatte den Ruf eines Lebemanns und war mehrfach in Skandale verwickelt. 1961 stand er in Verdacht, Steuern hinterzogen zu haben, 1963 wurde er für eine Saison gesperrt. Er hatte Wetten auf Spiele der NFL getätigt, was nach den NFL-Statuten unzulässig war.

## Ehrungen (Auswahl)
Hornung spielte in zwei Pro Bowls, dem Abschlussspiel der besten Spieler einer Saison. Er ist Mitglied in der College Football Hall of Fame, in der Kentucky Athletic Hall of Fame, in der Wisconsin Athletic Hall of Fame, in der Pro Football Hall of Fame, in der Green Bay Packers Hall of Fame und in dem NFL 1960s All-Decade Team. Im Lambeau Field wird er neben Stars der Packers wie Bart Starr, Vince Lombardi oder Brett Favre geehrt. 1956 gewann er die Heisman Trophy, 1961 wurde er zum MVP der gesamten NFL-Saison gewählt.

## Nach der Laufbahn
1968 war er in einer kleinen Rolle in dem Kriegsfilm Die Teufelsbrigade zu sehen.
Hornung schrieb 2004 ein Buch mit dem Titel Golden Boy, in dem er seine Lebensgeschichte erzählte. Er engagierte sich für die Rassengleichheit und unterstützte dunkelhäutige Spieler an seiner früheren Universität. Später produzierte er Fernsehsendungen. Der von ihm gestiftete Paul Hornung Award wird jährlich an den besten Highschool-Footballspieler in Kentucky verliehen.
Paul Hornung starb in seiner Geburtsstadt, wo er auch seine letzte Ruhestätte fand.

## Werke
- Paul Hornung: Golden Boy by Paul Hornung. Simon & Schuster, New York 2004, ISBN 0-7432-6619-6.